# Roberto García Parrondo
Roberto García Parrondo (født 12. januar 1980) er en spansk håndboldspiller, som er cheftræner og landstræner i RK Vardar og for Egyptens herrehåndboldlandshold.